# Laguna Larga de Cortés
Laguna Larga de Cortés es una localidad del estado mexicano de Guanajuato. Es parte del municipio de Pénjamo.

## Demografía
| Gráfica de evolución demográfica |
|                                  |

| Censo | Población |
| ----- | --------- |
| 1900  | 772       |
| 1910  | 585       |
| 1921  | 828       |
| 1930  | 783       |
| 1940  | 453       |
| 1950  | 1 043     |
| 1960  | 1 424     |
| 1970  | 1 637     |
| 1980  | 1 799     |
| 1990  | 2 860     |
| 2000  | 3 002     |
| 2010  | 3 040     |
| 2020  | 3 640     |